# Джо Дюплантьє

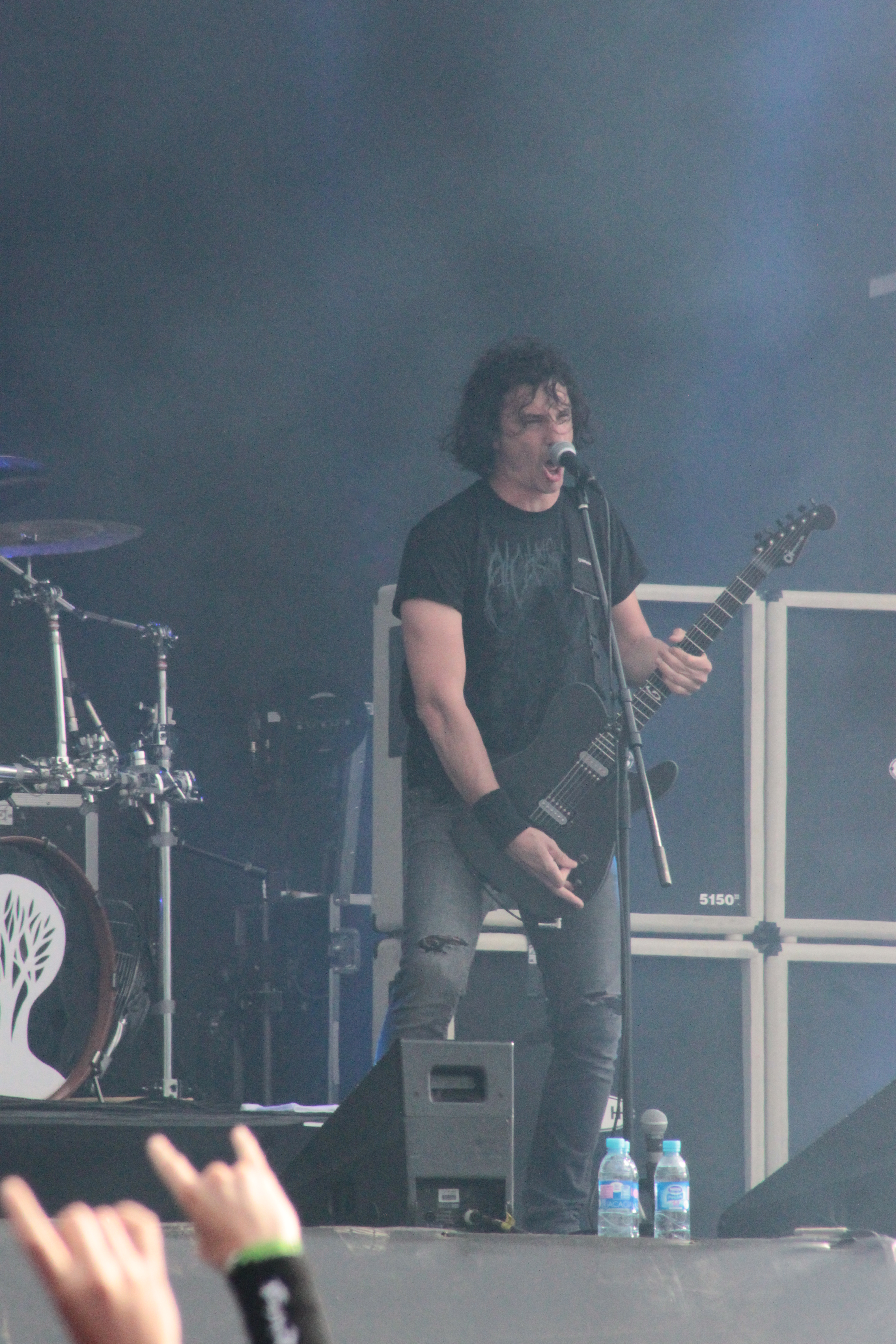
Джо Дюплантьє, 2013

Джо Дюплантьє́ (фр. Joe Duplantier; нар. 19 жовтня 1976, Байонна) — французький музикант, гітарист та вокаліст гурту Gojira, колишній басист Cavalera Conspiracy.

## Творчість
На формування творчої особистості Джо Дюплантьє вплинули такі гурти як Meshuggah, Metallica, Morbid Angel та Sepultura.
З 1999 по 2004 роки він брав участь у гурті Empalot.
Макс Кавалера та Іґор Кавалера попросили басиста Gojira Жана-Мішеля Лабадьє виконати бас-партії для їхнього гурту Cavalera Conspiracy; втім оскільки Лабадьє був надто зайнятий, зокрема Gojir-ю, саме Дюплантьє став басистом гурту. Згодом Джо Дюплантьє заявив, що Gojira є його пріоритетом, через що він відмовився від великого туру з Cavalera Conspiracy. Відтак 2008 року його замінив Джоні Чоу (Johny Chow) і Дюплантьє не з'явився на другому альбомі гурту Blunt Force Trauma.

## Особисте
Джо має брата-музиканти Маріо Дюплантьє, з яким разом брали участь у Gojira та Empalot.
Деякі ліричні теми Gojira відображають особисті переконання Джо щодо збереження довкілля. Зрештою, він приєднався до організації Sea Shepherd.

## Дискографія

### З Gojira
Період Godzilla
- Victim (демо, 1996)
- Possessed (демо, 1997)
- Saturate (демо, 1999)
- Wisdom Comes (демо, 1999)

Період Gojira
- Terra Incognita (2000)
- Maciste Al Inferno (EP, 2003)
- The Link (2003)
- Indians (синґл, 2003)
- The Link Alive (наживо, 2004)
- From Mars to Sirius (2005)
- The Way of All Flesh (2008)
- L'Enfant Sauvage (2012)
- Magma (2016)
- Fortitude (2021)
- Our Time Is Now (синґл, 2022)

### З Cavalera Conspiracy
- Sanctuary (синґл, 2008)
- Inflikted (2008)

### З Empalot
- Brout (демо, 1999)
- Tous Aux Cèpes (2001)
- En Concert (наживо, 2004)

### Як гість або сесійний музикант
- Eros & Thanatos від Manimal (на «Dead Meat») (альбом, 2004)
- Through the Absurd від Trepalium (на «Sauvage») (альбом, 2004)
- Contraires від MyPollux (на «Coffre à Souhaits») (альбом, 2006)
- Demi Deuil від Aygghon (на «La Terre Dolente») (альбом, 2006)
- All Seeing Eyes від Klone (на «All Seeing Eyes») (альбом, 2008)
- For Death, Glory and the End of the World від Kruger (на «Muscle») (альбом, 2009)
- 7th Symphony від Apocalyptica (на «Bring Them to Light») (альбом, 2010)
- Deconstruction від Девіна Таунсенда (на «Sumeria», разом із Полом Масвідалом із Cynic.) (альбом, 2011)